# Circuito Mundial de Voleibol de Praia de 2008
O Circuito Mundial de Voleibol de Praia de 2008 foi uma série de competições internacionais de vôlei de praia organizadas pela Federação Internacional de Voleibol (FIVB). Para a edição 2008, o Circuito incluiu 13 torneios Open para o naipe feminino e 14 torneios Open para a variante masculina,  5 torneios Grand Slams para a variante feminina e 6 torneios Grand Slams para o masculino.

## Calendário

### Feminino
| Torneio                                                                           | Ouro                                           | Prata                                          | Bronze                                       | Quarto lugar                                   |
| Aberto de Adelaide Adelaide, Austrália De 25 a 30 de março de 2008                | BrasilLarissa França · Juliana Silva           | BrasilTalita Antunes · Maria Elisa Antonelli   | BrasilAna Paula Henkel · Shelda Bedê         | Estados UnidosElaine Youngs · Nicole Branagh   |
| Aberto de Xangai Xangai, China De 29 de abril a 4 de maio de 2008                 | BrasilTalita Antunes · Renata Trevisan Ribeiro | BrasilLarissa França · Juliana Silva           | ChinaXue Chen · Zhang Xi                     | BrasilAna Paula Henkel · Shelda Bedê           |
| Aberto de Seul Seul, Coreia do Sul De 13 a 18 de maio de 2008                     | ChinaXue Chen · Zhang Xi                       | BrasilAna Paula Henkel · Shelda Bedê           | Estados UnidosElaine Youngs · Nicole Branagh | BrasilLarissa França · Juliana Silva           |
| Aberto de Osaka Osaka, Japão De 20 a 25 de maio de 2008                           | BrasilLarissa França · Juliana Silva           | ChinaTian Jia · Wang Jie                       | ChinaXue Chen · Zhang Xi                     | AustráliaTamsin Barnett · Natalie Cook         |
| Aberto de Barcelona Barcelona, Espanha De 26 a 31 de maio de 2008                 | Estados UnidosElaine Youngs · Nicole Branagh   | BrasilTalita Antunes · Renata Trevisan Ribeiro | BrasilLarissa França · Juliana Silva         | GréciaVasso Karantasiou · Vassiliki Arvaniti   |
| Aberto de Stare Jabłonki Stare Jabłonki, Polônia De 2 a 7 de junho de 2008        | BrasilAna Paula Henkel · Shelda Bedê           | Estados UnidosRachel Wacholder · Tyra Turner   | BrasilMaria Clara Salgado · Carolina Salgado | BrasilTalita Antunes · Renata Trevisan Ribeiro |
| Grand Slam de Berlim Berlim, Alemanha De 9 a 14 de junho de 2008                  | Estados UnidosKerri Walsh · Misty May-Treanor  | ChinaTian Jia · Wang Jie                       | BrasilLarissa França · Juliana Silva         | Estados UnidosJennifer Boss · April Ross       |
| Grand Slam de Paris Paris, França De 16 a 20 de junho de 2008                     | Estados UnidosKerri Walsh · Misty May-Treanor  | Estados UnidosRachel Wacholder · Tyra Turner   | Estados UnidosElaine Youngs · Nicole Branagh | ChinaTian Jia · Wang Jie                       |
| Grand Slam de Stavanger Stavanger, Noruega De 23 a 28 de junho de 2008            | Estados UnidosKerri Walsh · Misty May-Treanor  | GréciaVasso Karantasiou · Vassiliki Arvaniti   | Estados UnidosJennifer Boss · April Ross     | BrasilAna Paula Henkel · Shelda Bedê           |
| Grand Slam de Moscou Moscou, Rússia De 30 de junho a 5 de julho de 2008           | ChinaXue Chen · Zhang Xi                       | Estados UnidosElaine Youngs · Nicole Branagh   | ChinaTian Jia · Wang Jie                     | BrasilTalita Antunes · Renata Trevisan Ribeiro |
| Aberto de Marseille Marseille, França De 14 a 19 de julho de 2008                 | AlemanhaStephanie Pohl · Okka Rau              | BrasilMaria Elisa Antonelli · Vanilda Leão     | BrasilMaria Clara Salgado · Carolina Salgado | AlemanhaHelke Claasen · Antje Röder            |
| Grand Slam de Gstaad Gstaad, Suíça De 21 a 26 de julho de 2008                    | BrasilAna Paula Henkel · Shelda Bedê           | ChinaTian Jia · Wang Jie                       | ChinaXue Chen · Zhang Xi                     | AustráliaTamsin Barnett · Natalie Cook         |
| Grand Slam de Klagenfurt Klagenfurt, Áustria De 28 de julho a 2 de agosto de 2008 | BrasilAna Paula Henkel · Shelda Bedê           | UcrâniaGalyna Osheyko · Svitlana Baburina      | AlemanhaKatrin Holtwick · Ilka Semmler       | GeórgiaAndrezza "Rtvelo” · Cristine "Saka"     |
| Aberto de Kristiansand Kristiansand, Noruega De 25 a 30 de agosto de 2008         | BrasilMaria Elisa Antonelli · Vanilda Leão     | NoruegaNila Håkedal · Ingrid Tørlen            | ÁustriaDoris Schwaiger · Stefanie Schwaiger  | BrasilMaria Clara Salgado · Carolina Salgado   |
| Aberto de Mysłowice Mysłowice, Polônia De 2 a 7 de setembro de 2009               | BrasilMaria Clara Salgado · Carolina Salgado   | ÁustriaDoris Schwaiger · Stefanie Schwaiger    | NoruegaNila Håkedal · Ingrid Tørlen          | ChéquiaSoňa Nováková · Tereza Tobiášová        |
| Aberto do Guarujá Guarujá, Brasil De 15 a 20 de setembro de 2008                  | BrasilVivian Cunha · Larissa França            | BrasilShaylyn Bedê · Ágatha Bednarczuk         | BrasilAna Paula Henkel · Shelda Bedê         | BrasilMaria Clara Salgado · Carolina Salgado   |
| Aberto de Dubai Dubai, Emirados Árabes Unidos De 15 a 10 de outubro de 2008       | Estados UnidosKerri Walsh · Nicole Branagh     | Estados UnidosJennifer Boss · April Ross       | BrasilMaria Clara Salgado · Carolina Salgado | ÁustriaDoris Schwaiger · Stefanie Schwaiger    |
| Aberto de Phuket Phuket (cidade), Tailândia De 4 a 9 de novembro de 2008          | Estados UnidosJennifer Boss · April Ross       | Estados UnidosNicole Branagh · Tyra Turner     | AlemanhaGeeske Banck · Anja Günther          | AustráliaTamsin Barnett · Becchara Palmer      |
| Aberto de Sanya Sanya, China De 11 a 16 de novembro de 2011                       | Estados UnidosJennifer Boss · April Ross       | ChinaYing Huang · Zhang Xi                     | Estados UnidosNicole Branagh · Tyra Turner   | ChinaWang Jie · Zuo Man                        |

### Masculino
| Torneio                                                                                | Ouro                                            | Prata                                           | Bronze                                          | Quarto lugar                                    |
| Aberto de Adelaide Adelaide, Austrália De 25 a 30 de março de 2008                     | BrasilHarley Marques · Pedro Solberg            | ChinaXu Linyin · Wu Penggen                     | Estados UnidosTodd Rogers · Phil Dalhausser     | Estados UnidosJake Gibb · Sean Rosenthal        |
| Aberto de Xangai Xangai, China De 28 de abril a 3 de maio de 2008                      | BrasilHarley Marques · Pedro Solberg            | ChinaXu Linyin · Wu Penggen                     | BrasilFranco Neto · Pedro Cunha                 | BrasilMárcio Araújo · Fábio Luiz Magalhães      |
| Aberto de Praga Praga, República Tcheca De 6 a 11 de maio de 2008                      | Estados UnidosJake Gibb · Sean Rosenthal        | AlemanhaJulius Brink · Christoph Dieckmann      | BrasilRicardo Alex Santos · Emanuel Rego        | Países BaixosReinder Nummerdor · Richard Schuil |
| Aberto de Roseto degli Abruzzi Roseto degli Abruzzi, Itália De 13 a 18 de maio de 2008 | BrasilHarley Marques · Pedro Solberg            | AlemanhaJulius Brink · Christoph Dieckmann      | Estados UnidosTodd Rogers · Phil Dalhausser     | BrasilRicardo Alex Santos · Emanuel Rego        |
| Aberto de Zagreb Zagreb, Croácia De 20 a 25 de maio de 2008                            | Países BaixosReinder Nummerdor · Richard Schuil | ChinaXu Linyin · Wu Penggen                     | Estados UnidosMatt Fuerbringer · Casey Jennings | BrasilMárcio Araújo · Fábio Luiz Magalhães      |
| Aberto de Barcelona Barcelona, Espanha De 27 de maio a 1 de junho de 2008              | AlemanhaJulius Brink · Christoph Dieckmann      | RússiaDmitri Barsouk · Igor Kolodinsky          | BrasilRicardo Alex Santos · Emanuel Rego        | BrasilHarley Marques · Pedro Solberg            |
| Aberto de Stare Jabłonki Stare Jabłonki, Polônia De 3 a 8 de junho de 2008             | BrasilRicardo Alex Santos · Emanuel Rego        | EspanhaInocencio Lario · Adrián Gavira          | AustráliaAndrew Schacht · Joshua Slack          | BrasilHarley Marques · Pedro Solberg            |
| Grand Slam de Berlim Berlim, Alemanha De 10 a 15 de junho de 2008                      | BrasilRicardo Alex Santos · Emanuel Rego        | Estados UnidosTodd Rogers · Phil Dalhausser     | EspanhaPablo Herrera · Raúl Mesa                | AlemanhaJulius Brink · Christoph Dieckmann      |
| Grand Slam de Paris Paris, França De 17 a 22 de junho de 2008                          | Estados UnidosTodd Rogers · Phil Dalhausser     | Países BaixosReinder Nummerdor · Richard Schuil | AlemanhaDavid Klemperer · Eric Koreng           | BrasilHarley Marques · Pedro Solberg            |
| Grand Slam de Stavanger Stavanger, Noruega De 24 a 29 de junho de 2008                 | Estados UnidosTodd Rogers · Phil Dalhausser     | AlemanhaJonas Reckermann · Mischa Urbatzka      | AlemanhaJulius Brink · Christoph Dieckmann      | Países BaixosEmiel Boersma · Bram Ronnes        |
| Grand Slam de Moscou Moscou, Rússia De 1 a 6 de julho de 2008                          | Estados UnidosTodd Rogers · Phil Dalhausser     | ChinaXu Linyin · Wu Penggen                     | AlemanhaDavid Klemperer · Eric Koreng           | AlemanhaJulius Brink · Christoph Dieckmann      |
| Aberto de Marseille Marseille, França De 15 a 20 de julho de 2008                      | BrasilMárcio Araújo · Fábio Luiz Magalhães      | ChinaXu Linyin · Wu Penggen                     | AlemanhaKay Matysik · Stefan Uhmann             | BrasilHarley Marques · Pedro Solberg            |
| Grand Slam de Gstaad Gstaad, Suíça De 22 a 27 de julho de 2008                         | BrasilHarley Marques · Pedro Solberg            | Países BaixosReinder Nummerdor · Richard Schuil | BrasilAlison Cerutti · Emanuel Rego             | RússiaDmitri Barsouk · Igor Kolodinsky          |
| Grand Slam de Klagenfurt Klagenfurt, Áustria De 29 de julho a 3 de agosto de 2008      | RússiaDmitri Barsouk · Igor Kolodinsky          | Estados UnidosMark Williams · Stein Metzger     | BrasilRicardo Alex Santos · Emanuel Rego        | Nova ZelândiaJason Lochhead · Kirk Pitman       |
| Aberto de Kristiansand Kristiansand, Noruega De 26 a 31 de agosto de 2008              | EspanhaPablo Herrera · Raúl Mesa                | BrasilBilly Maciel · Bruno Oscar Schmidt        | Nova ZelândiaJason Lochhead · Kirk Pitman       | ÁustriaAlexander Horst · Florian Gosch          |
| Aberto de Mallorca Mallorca, Espanha De 2 a 7 de setembro de 2008                      | BrasilHarley Marques · Pedro Solberg            | AlemanhaDavid Klemperer · Eric Koreng           | BrasilFranco Neto · Benjamin Insfran            | AlemanhaJonas Reckermann · Mischa Urbatzka      |
| Aberto do Guarujá Guarujá, Brasil De 16 a 21 de setembro de 2008                       | BrasilHarley Marques · Pedro Solberg            | AlemanhaJulius Brink · Christoph Dieckmann      | AlemanhaJonas Reckermann · Mischa Urbatzka      | BrasilBilly Maciel · Bruno Oscar Schmidt        |
| Aberto de Dubai Dubai, Emirados Árabes Unidos De 6 a 11 de outubro de 2008             | Países BaixosReinder Nummerdor · Richard Schuil | AlemanhaJonas Reckermann · Mischa Urbatzka      | BrasilHarley Marques · Pedro Solberg            | FrançaAndy Cès · Kevin Cès                      |
| Aberto de Manama Manama, Bahrein De 27 de outubro a 1 de novembro de 2008              | BrasilAlison Cerutti · Pedro Cunha              | FrançaAndy Cès · Kevin Cès                      | AlemanhaSebastian Dollinger · Stefan Windscheif | PolóniaGrzegorz Fijałek · Mariusz Prudel        |
| Aberto de Sanya Sanya, China De 10 a 15 de novembro de 2008                            | BrasilHarley Marques · Benjamin Insfran         | BrasilBeto Pitta · Pedro Cunha                  | ArgentinaMariano Baracetti · José Salema        | ChinaXu Linyin · Jialu Li                       |

## Quadro de medalhas
| Ordem | País           | Medalha de ouro | Medalha de prata | Medalha de bronze | Total |
| ----- | -------------- | --------------- | ---------------- | ----------------- | ----- |
| 1.    | Brasil         | 20              | 8                | 14                | 42    |
| 2.    | Estados Unidos | 11              | 7                | 7                 | 25    |
| 3.    | China          | 2               | 9                | 4                 | 15    |
| 4.    | Alemanha       | 2               | 7                | 8                 | 17    |
| 5.    | Países Baixos  | 2               | 2                | 0                 | 4     |
| 6.    | Rússia         | 1               | 1                | 0                 | 2     |
| 6.    | Espanha        | 1               | 1                | 0                 | 2     |
| 8.    | Noruega        | 0               | 1                | 1                 | 2     |
| 9.    | França         | 0               | 1                | 0                 | 1     |
| 9.    | Grécia         | 0               | 1                | 0                 | 1     |
| 9.    | Ucrânia        | 0               | 1                | 0                 | 1     |
| 12.   | Argentina      | 0               | 0                | 1                 | 1     |
| 12.   | Austrália      | 0               | 0                | 1                 | 1     |
| 12.   | Austrália      | 0               | 0                | 1                 | 1     |
| 12.   | Nova Zelândia  | 0               | 0                | 1                 | 1     |